# او-۶۷ (کریگس‌مارینه)
او-۶۷ (به آلمانی: U-67) یک او-بوت کریگس‌مارینه از نوع ۹سی بود.

## تاریخچه عملیاتی

### گشت نخست
او-۶۷ به فرماندهی گونتر مولر-اشتوکهایم روز ۲۴ سپتامبر سال ۱۹۴۱ کاروان بریتانیایی اس‌ال ۸۷ را از جانب غرب مورد حمله قرار داد. او-بوت به منظور مخفی ماندن، تمامی چهار اژدر خود را از فاصله مطمئن به صورت تصادفی به سمت این کاروان شلیک کرد. سه اژدر به خطا رفتند. اژدر چهارم به سن کلِر ۲، کشتی باری ۳٬۷۵۳ تنی ساخت فرانسه در خدمت بریتانیا حامل هسته خرما، اصابت کرد و موجب غرق شدن آن در عرض چند دقیقه شد.
پس از این حمله او-۶۷ خواهان بازگشت بلافاصله به پایگاه بود. او-بوت یک خدمه بیمار درون خود داشت. این فرد یکی از بیسیم‌چی‌ها بود که دچار یک بیماری واگیردار شده بود. با این حال با توجه به این که او-۶۷ تنها ۱۲ روز بود که گشت رزمی خود را آغاز کرده بود، فرماندهی عالی تمایلی به موافقت با این درخواست نداشت. از این رو قرار ملاقاتی بین او-۶۷، او-۶۸ و او-۱۱۱ در خلیج ترفال در کیپ ورده گذاشته شد تا فرد بیمار توسط پزشک او-۶۸ درمان شود یا در صورت نیاز این شخص با او-۱۱۱ به خانه بازگردد. پیام رادیویی رد و بدل شده با شکسته شدن رمز دستگاه انیگما، توسط بریتانیایی‌ها رهگیری شد. طبق برنامه او-۶۷ می‌بایست یک روز پس از دو او-بوت دیگر، روز ۲۸ سپتامبر سال ۱۹۴۱ خود را به موقعیت می‌رساند. او-۶۸ حدود ساعت ۳:۳۰ بامداد ۲۸ سپتامبر در محل مورد نظر حضور یافت. در این حال ناگهان با اچ‌ام‌اس کلاید، زیردریایی بریتانیایی که روز پبش با دو او-بوت دیگر آلمانی درگیر شده و آن‌ها را فراری داده بود، مواجه شد. با توجه به فاصله اندک بین دو شناور، او-۶۷ اقدام به کوبیدن خود به زیردریایی دشمن کرد. با یک برخورد او-بوت از زیر زیردریایی بریتانیایی عبور کرد و از محل دور شد. آسیب وارد آمده به کلاید جزئی بود و اما او-۶۷ به شدت خسارت دید. با کاهش قابلیت رزمی او-بوت، فرماندهی دستور بازگشت او-۶۷ به پایگاه را صادر کرد. در راه بازگشت به سمت شمال، قرار ملاقات دیگری بین او-۶۷ و او-۶۸ برای روز ۲ اکتبر در نزدیکی ساحل مراکش فرانسه گذاشته شد تا او-۶۷ بیشتر اژدرها و سوخت خود را به او-۶۸ منتقل کند. دو او-بوت در محل مورد نظر در میانه شب با یکدیگر ملاقات کردند و هفت اژدر و ۵۵ متر مکعب سوخت دیزل از او-۶۷ به او-۶۸ منتقل شد. او-۶۷ پیش از سپیده‌دم روز ۳ اکتبر به  حرکت به سمت لوریان ادامه داد.

### گشت دوم
در جریان کارزار حمله به تأسیسات پالایشگاهی متفقین در دریای کارائیب موسوم به «عملیات نوی‌لانت»، او-۶۷ وارد بندرگاه ویلمستات در کوراسائو شد و چهار اژدر به سمت دو تانکر لنگر انداخته در آن شلیک کرد اما هیچ‌یک منفجر نشد. به هر صورت مولر-اشتوکهایم توانست تانکر کوچک هلندی رافائلا را به آتش بکشد.